# Tycherus vafer
Tycherus vafer är en stekelart som först beskrevs av Wesmael 1845.  Tycherus vafer ingår i släktet Tycherus och familjen brokparasitsteklar. Inga underarter finns listade i Catalogue of Life.